# Bis-gleccser
Bis-gleccser a Weisshorn masszívum keleti oldalán keletkezett gleccser a Pennini-Alpokban, a svájci Wallis kantonban.
A gleccser közel 3800 m magasan indul, hossza 3,5 km és az átlagos szélessége 800 m. A gleccser kiinduló pontja a Weisshorn és a Bishorn keleti pereme közötti rész, mely egy cirkuszvölgyet (más néven kárvölgy, kárfülke) alkot. Északra kapcsolódik a Brunegg-gleccserhez.
A gleccser erősen lejt kelet felé Mattertal felé, az esés meredeksége közel 60%. A gleccser nyelve közel 2000 méter magasan végződik, itt ered a Bisbach, mely egy Matter Vista nevű 30 km hosszú folyóba torkollik.
A gleccser erős lejtése miatt gyakran nagyobb jégtömegek zúdulnak le. 1636-ban jéglavina sodorta el Randa (Svájc) falut, ahol 37 ember vesztette az életét. A legutóbbi jéglavina 1980 februárban betemette a mattertali utakat és a vasutat.